# Antonio Mesa
Antonio Mesa Bonc (* 13. Juni 1895 in Santo Domingo; † 21. Mai 1949) war ein dominikanischer Sänger (Tenor).
Mesa wurde ab 1910 von dem Sänger Raudo Saldaña gefördert, der mit ihm im Duo auftrat. 1914 debütierte er begleitet auf der Gitarre von Saldaña am Teatro Independencia. 1915 wurde er Mitglied des von José Solá geleiteten Cuadro Lírico, dem außerdem auch Raudo Saldaña, Tatica Bobadilla und Miquico Cruzado angehörten. Die Zusammenarbeit mit Saldaña endete 1918, als dieser an der Spanischen Grippe starb.
1924 gründete Mesa mit dem puerto-ricanischen Sänger Salvador Ithier das Duo Mesa-Ithier, das auf Puerto Rico auftrat. In New York wurde 1925 durch Aufnahme des Sängers Rafael Hernández  Marín aus dem Duo das Trio Borinquen bzw. Quisqueya, das puerto-ricanische und dominikanische Lieder aufführte. In dieser Zeit wurde er als El Jilguero de Quisqueya bekannt. Das Trio nahm für die Columbia Phonograph Company eine Reihe dominikanischer Lieder von Komponisten wie Luis Lockward, Salvador Sturla, Alberto Vázquez und Porfirio Golibart auf.
1930 trennte sich das Trio, und Mesa gründete eine neue Grupo Quisqueya, die von Esteban Peña Morell geleitet wurde. Nach deren Auflösung arbeitete er mit Jacinto Martín, Luis Eduardo Henríquez und Antonio Bustamente zusammen.